# Дальгрен (Вірджинія)
Дальгрен (англ. Dahlgren) — переписна місцевість (CDP) в США, в окрузі Кінг-Джордж штату Вірджинія. Населення — 2946 осіб (2020).

## Географія
Дальгрен розташований за координатами 38°20′31″ пн. ш. 77°3′51″ зх. д. / 38.34194° пн. ш. 77.06417° зх. д. (38.341976, -77.064267).  За даними Бюро перепису населення США в 2010 році переписна місцевість мала площу 7,24 км², з яких 6,98 км² — суходіл та 0,25 км² — водойми.

## Демографія
Згідно з переписом 2010 року, у переписній місцевості мешкали 2653 особи в 1004 домогосподарствах у складі 702 родин. Густота населення становила 367 осіб/км².  Було 1184 помешкання (164/км²).
Расовий склад населення:
| - 61,4 % — білих - 30,5 % — чорних або афроамериканців - 1,7 % — азіатів - 1,1 % — корінних американців - 1,4 % — осіб інших рас |

До двох чи більше рас належало 3,8 %. Частка іспаномовних становила 4,1 % від усіх жителів.
За віковим діапазоном населення розподілялося таким чином: 29,9 % — особи молодші 18 років, 63,1 % — особи у віці 18—64 років, 7,0 % — особи у віці 65 років та старші. Медіана віку мешканця становила 30,8 року. На 100 осіб жіночої статі у переписній місцевості припадало 94,2 чоловіків;  на 100 жінок у віці від 18 років та старших — 90,9 чоловіків також старших 18 років.
Середній дохід на одне домашнє господарство  становив 89 798 доларів США (медіана — 86 442), а середній дохід на одну сім'ю — 94 825 доларів (медіана — 90 283). Медіана доходів становила 55 592 долари для чоловіків та 49 109 доларів для жінок. За межею бідності перебувало 7,0 % осіб, у тому числі 9,5 % дітей у віці до 18 років та 3,7 % осіб у віці 65 років та старших.
Цивільне працевлаштоване населення становило 1478 осіб. Основні галузі зайнятості: роздрібна торгівля — 21,7 %, публічна адміністрація — 19,2 %, освіта, охорона здоров'я та соціальна допомога — 19,0 %.